# Marina Ovsiànnikova
  Marina Ovsiànnikova  (rus: Марина Владимировна Овсянникова)  (Odessa, 19 de juny de 1978) és una productora de televisió russa, nascuda a Ucraïna, de mare russa i pare ucraïnès. Va estar contractada al canal de televisió Pervi Kanal, el segon canal més vist de Rússia, i a la Companyia estatal de televisió i radioemissora de tot Rússia.
El 14 de març de 2022, Ovsiànnikova va interrompre una emissió en directe de notícies a la televisió controlada per l'estat rus per protestar contra la invasió russa d'Ucraïna, la qual cosa va arribar als titulars dels noticiaris internacionals. Ovsiànnikova va aparèixer, en el noticiari del vespre, Vrémia, darrere de la presentadora Ekaterina Andreeva, amb un cartell escrit en una barreja de rus i anglès. El programa va ser vist per milions d'espectadors. El text en qüestió deia el següent: «No a la guerra. Aturin la guerra, no es creguin la propaganda, aquí els estan mentint. Russos contra la guerra».
Ovsiànnikova va ser immediatament detinguda per la policia russa, i traslladada a l'estació de policia Ostankino a Moscou. El portaveu del Kremlin Dmitri Peskov va condemnar la protesta com a hooliganisme. L'acció de protesta va ser àmpliament difosa a les xarxes socials, incloent Facebook, Telegram i Twitter i va atreure substancial cobertura en els mitjans de comunicació global. El 15 de març, el president Volodímir Zelenski d'Ucraïna li va donar les gràcies en una transmissió televisada. El senador dels EUA, Bernie Sanders, va lloar Ovsiànnikova, dient que va mostrar un valor increïble.
Ovsiànnikova podria enfrontar-se a fins a 15 anys de presó, segons les lleis de desinformació de Rússia sobre la invasió a Ucraïna. El 15 de març, va ser multada amb 30.000 rubles (250 euros) per un vídeo (anterior a la seva intervenció televisiva contra la guerra), en què feia una crida a participar en manifestacions. L'octubre del 2022 es va conèixer que havia aconseguit abandonar el país.